# The Magnificent Tree
The Magnificent Tree è il terzo album della band Hooverphonic, capitolo che segnerà la consacrazione del gruppo sulla scena musicale internazionale. Ad anticipare il disco è il singolo Mad About You, brano che ha spopolato nelle radio e nelle emittenti televisive musicali, vendendo una considerevole quantità di cd singoli.

## Il disco
L'album prosegue con quello che era il sound del precedente Blue Wonder Power Milk, esaltandone i toni acustici e melodici, facendolo risultare un lavoro di maggior facile approccio. Protagonista strumentale dell'album è senza dubbio la sezione di archi che accompagna buona parte dei brani, tra i quali i singoli Out of Sight e Vinegar & Salt. Inoltre Alex campiona un arpeggio di chitarra della canzone Guinnevere dei Crosby, Stills & Nash che inserisce nella title track.
L'album viene stampato in diverse edizioni, alcune delle quali contengono la bonus track Renaissance Affair, brano ripreso dal disco precedente ma che lo si ritrova adatto al contesto di The Magnificent Tree. Altre edizioni del disco contengono la canzone Visions (colonna sonora dei Campionati Europei di calcio del 2000) nelle sue versioni "long" e "edit", rispettivamente di 11.02 e 3.52 minuti. Infine, questo è il disco in cui Geike esordisce anche come compositrice di alcune liriche.
Dall'album sono stati estratti 4 singoli: Mad About You, Out of Sight, Vinegar & Salt e Jackie Cane.

## Tracce
1. Autoharp - (Callier) - 4.20
2. Mad About You - (Callier) - 3.44
3. Waves - (Callier) - 3.57
4. Jackie Cane - (Callier) - 4.19
5. The Magnificent Tree - (Arnaert, Callier, Greets) - 3.54
6. Vinegar & Salt - (Callier) - 3.18
7. Frosted Flake Wood - (Callier) - 3.17
8. Everytime We Live Together We Die a Bit More - (Callier) - 3.37
9. Out of Sight - (Callier) - 3.57
10. Pink Fluffly Dinosaurs - (Arnaert, Callier) - 3.52
11. L'Odeur Animale - (Callier) - 3.49
12. Renaissance Affair - (Callier) - 3.35 *

- Bonus track presente sull'edizione internazionale.

### B-Sides
Diverse sono le canzoni escluse dall'album, inserite in seguito in cd singoli come b-side o altri progetti musicali:
- Sunday Morning - 3.56
- Green - 5.05
- Visions - 3.52 °
- Visions (Long Version) - 11.02 °
- Shake the Disease - 4.19 ^

°Tema musicale per UEFA Euro 2000
^Cover dei Depeche Mode contenuta nell'album tributo For the Masses

## Formazione
- Geike Arnaert - voce
- Alex Callier - basso, tastiere
- Eric Bosteels - batteria
- Raymond Geerts - chitarra
- Youseff Yansy - tromba
- Michel Dutre - violoncello